# أل كوبلاند
أل كوبلاند (بالإنجليزية: Al Copeland)‏ هو شخصية أعمال وصاحب مطعم أمريكي، ولد في 2 فبراير 1944، وتوفي في 23 مارس 2008 بسبب سرطانة خلية مركل.